# كريستيان فييري
كريستيان روبيرتو فييري (بالإيطالية: Christian Vieri)‏ لاعب كرة قدم إيطالي معتزل، الملقب بــ(بوبو) المولود في بولونيا، ولكنه تربى في سيدني في أستراليا وهو من أم فرنسية، وقد كان والده روبيرتو فييري يلعب في نادي ماركوني ستاليونز، وأخوه ماسيمليانو فييري يلعب كرة القدم كلاعب محترف في أستراليا.

## مسيرته الكروية
بدأ فييري مسيرته الكروية مع نادي براتو في موسم 1989/1990، وفي عام 1990 انتقل إلى نادي تورينو، ولعب له 7 مباريات وسجل هدف واحد، وفي عام 1992 انتقل إلى نادي بيزا كالتشو، ولعب لهم موسم واحد، شارك خلاله في 18 مباراة وسجل هدفين، وفي موسم 1993/1994 انتقل إلى نادي رافينا كالتشو، ولعب معهم 32 مباراة وسجل 12 هدف، وفي موسم 1994/1995 انتقل إلى نادي فينيسيا، ولعب معهم 29 مباراة وسجل 11 هدف.
و في موسم 1995/1996 انتقل إلى نادي أتالانتا ولعب معهم 19 مباراة وسجل 7 أهداف، وبعدها انتقل إلى نادي يوفنتوس في موسم 1996/1997 ولعب معهم 23 مباراة وسجل 8 أهداف، وبعدها انتقل إلى عاصمة أسبانيا وبالتحديد إلى نادي أتلتيكو مدريد، ولعب معهم 24 مباراة وسجل 24 هدف، وليحصل على لقب هداف الدوري الإسباني، وعاد في موسم 1999/1998 إلى إيطاليا ولعب لنادي لاتسيو في 22 مباراة وسجل 12 هدف.
و بعدها انتقل إلى نادي إنتر ميلان ليصبح أغلى لاعب بالعالم في ذلك الوقت، ولعب مع إنتر ميلان 6 مواسم، استطاع المشاركة في 144 مباراة وسجل 103 أهداف، وبعدها انتقل إلى نادي إيه سي ميلان الغريم التقليدي لنادي إنتر ميلان، ولكنه لم يوفق مع الفريق، حيث لعب 8 مباريات وسجل هدف واحد فقط، مما أدى إلى انتقاله في يناير 2006 إلى نادي موناكو الفرنسي.
و في فرنسا لعب مع نادي موناكو 7 مباريات وسجل 3 أهداف، وعاد بعدها إلى إيطاليا، وقرر اللعب مع نادي سامبدوريا، ولكن نادي سامبدوريا ألغى عقده لأنه كان يريد الاعتزال، ولكنه فييري قرر عرض خدماته على نادي يوفنتوس، ولكن نادي يوفنتوس رفض ذلك، وفي 28 أغسطس وقع فييري على عقد مع نادي أتالانتا، بمبلغ وقدره 1500 يورو في الشهر، وبالرغم من قلة المبلغ إلا أن رئيس النادي وعد فييري بمبلغ 100,000 يورو في حال سجل هدف، وبعد موسم 2006/2007 ذهب فييري إلى نادي فيورنتينا وفي موسم2008/2009 عاد ليلعب في صفوف نادي أتالانتا.

## مع منتخب إيطاليا
شارك فييري مع منتخب إيطاليا لكرة القدم لأول مرة في عام 1997، ومنذ ذلك الوقت وحتى عام 2005 شارك في 49 مباراة وسجل 23 هدف 9 منها في كأس العالم، وقد شارك في كأس العالم لكرة القدم 1998 وكأس العالم لكرة القدم 2002، وشارك في كأس الأمم الأوروبية لكرة القدم 2004.

## روابط خارجية
- كريستيان فييري على موقع الاتحاد الدولي (مؤرشف)  (الإنجليزية)
- كريستيان فييري على موقع الاتحاد الأوربي (الإنجليزية)
- كريستيان فييري على موقع قاعدة بيانات كرة القدم.إي يو (الإنجليزية)
- كريستيان فييري على موقع ناشيونال فوتبول تيمز (الإنجليزية)
- كريستيان فييري على موقع Soccerbase.com (لاعب) (الإنجليزية)
- كريستيان فييري على موقع Soccerway.com (الإنجليزية)
- كريستيان فييري على موقع عالم كرة القدم.نت (الإنجليزية)
- كريستيان فييري على موقع كووورة